# Michael Færk Christensen
Pour les articles homonymes, voir Michael Christensen et Christensen.
Michael Færk Christensen (né le 14 février 1986 à Hobro) est un coureur cycliste danois. Spécialiste de la poursuite, il a remporté la médaille d'argent de la poursuite par équipes aux championnats du monde de cyclisme sur piste 2008 à Manchester avec Alex Rasmussen, Jens-Erik Madsen et Casper Jørgensen.

## Palmarès sur piste

### Championnats du monde
- Manchester 2008
  -  Médaillé d'argent de la poursuite par équipes
- Pruszkow 2009
  -  Champion du monde de poursuite par équipes (avec Casper Jørgensen, Jens-Erik Madsen et Alex Rasmussen)
- Copenhague 2010
  - 4e de la poursuite par équipes

### Coupe du monde
- 2008-2009
  - 2e de la poursuite par équipes à Manchester
  - 3e de la poursuite par équipes à Copenhague

### Championnats nationaux
- Champion du Danemark de poursuite par équipes juniors en 2003 (avec Casper Jørgensen, Christian Knørr, Bo Strand Olsen et Kim Marius Nielsen)

## Palmarès sur route

### Par années
- 2005
  - 3e du championnat du Danemark du contre-la-montre par équipes
- 2006
  -  Champion du Danemark du contre-la-montre par équipes (avec Martin Mortensen et Christian Knørr)
  - 2e du championnat du Danemark sur route espoirs
  - 3e du championnat du Danemark du contre-la-montre espoirs
- 2007
  - Chrono des Herbiers espoirs
- 2008
  -  Champion du Danemark du contre-la-montre espoirs

## Classements mondiaux
| Année         | 2009 |
| ------------- | ---- |
| UCI Asia Tour | 241e |

## Récompenses
- Cycliste danois de l'année en 2008 et 2009 (avec l'équipe danoise de poursuite par équipes)